# Ален VI де Роган
Ален VI де Роган (Alain VI de Rohan) (р. ок. 1240, ум. 1304) — 8-й виконт де Роган.
Сын Алена V де Рогана (ум. 1242) и Алиенор де Пороэт (ум. после 24 июня 1251). В момент смерти отца был грудным ребёнком. Поэтому единственным виконтом стал его двоюродный дед Жослен, сеньор де Нуаяль-Понтиви и де Монфор, который упоминается с виконтским титулом начиная с 1208 г. И уже ему в 1251 году наследовал Ален VI.
После смерти матери (не позднее 1274) получил её часть (1/6) графства Пороэт — шателении и замки Ланнуэ, Ла Шез и Лудеак. Такую же часть позже выкупил у её сестры Жанны.
Ален VI был верным вассалом бретонского герцога Жана I, благодаря чему смог значительно расширить свои владения.
В апреле 1254 г. в Нанте принёс Жану I оммаж за виконтство Роган, земли Пороэт и Гемене-Генган. В следующем году принёс оммаж его сестре Иоланде де Дрё за сеньорию Гормене в графстве Пентьевр, которое та получила в приданое.
В 1270 г. за 3500 ливров купил у герцога Жана I конфискованные за долги владения Жоффруа де Ланво (Geoffroy de Lanvaux) в приходах Ременгол, Мельран и Мореак. Перед этим (1267—1270) выкупил у того же Жоффруа де Ланво земли в приходах Нуаяль и Сен-Гоннери. В 1271 году герцог выставил на торги все оставшиеся владения Жоффруа де Ланво в виконтстве Роган в погашение торгов. Так как желающих не оказалось, Ален VI де Роган воспользовался своим правом выкупа и заплатил герцогу 4000 ливров.
Также он, начиная с 1259 года, совершил около двух десятков более мелких земельных покупок у своих вассалов, расширяя тем самым свой домен. Многие сделки совершались в пользу его сыновей.
В 1280-1290-х годах, когда виконт был не в самых лучших отношениях с герцогом Жаном II, некоторые из этих соглашений были оспорены, и по ним пришлось возместить компенсаций на более чем 5 тысяч ливров.
По оценкам специалистов, в последний период своего правления Ален VI получал со своих владений ежегодный доход около 4000 ливров (для сравнения: герцог Бретани — 20 тысяч ливров).
Первая жена (свадьба не позднее 1260) — Изабелла, происхождение не выяснено, по некоторым данным — Изабо д’Авогур, дама де Коррек (ум. ок. 1266). От неё дочь:
- Жанна де Роган (ум. не ранее 1312), жена Эрве V, сеньора де Леон (1288) и Пьера де Герголе.

Вторая жена — Томасса де Ла Рош-Бернар.
Дети от первой или второй жены:
- Ален (ум. 1299). Как наследник авансом получил от отца треть его владений. В результате, когда Ален-младший умер бездетным, Ален VI был вынужден заплатить герцогу Жану II причитающийся по закону выкуп в 1300 ливров (в размере годового дохода с этих земель). С 1288 года был женат на Агнессе д’Авогур, дочери Анри III, барона д’Авогур.
- Жоффруа (ум. 1302). Канонник. После смерти старшего брата сделался наследником отца и сложил священнический сан. Был женат на Катерине де Клиссон, которая после его смерти отсудила у Алена VI ренту в 100 ливров.

Дети от второй жены:
- Жослен (ум. 1306), виконт де Роган.
- Оливье II (ум. 1326), виконт де Роган поле смерти брата.
- Эдон, был женат на Альетте де Коэтлогон, даме дю Ге-де-л’Иль. Их сын Оливье — родоначальник сеньоров дю Ге-де-л’Иль, де Трегале и дю Пульдук.
- Гиар.